# Altan Erol
Altan Erol (Bursa, 28 maggio 1983) è un cestista turco.